# Carl van Webber
Carl van Webber (født 18. september 1940 i Seattle, Washington i USA som Carl Endicott Edwards Webber) er en amerikansk-dansk dramatiker, filminstruktør og skuespillerpædagog.
Carl van Webber voksede op i Californien. Hans mor var billedhugger og hans far føderal embedsmand. Webber blev optaget på Pasedena Playhouse Playhouse i 1958 og i 1961 på London Film School Film School. Han flygtede til Danmark med sin norske kone i 1965 for at undgå militærtjeneste i Vietnam. Han har tre danske børn, balletdanser Vincent van Webber, keramisk designer Andrea van Webber og køkkenchef Marcus van Webber.
Carl van Webber hører til en kreds af unge dramatikere, der slog sig igennem på Lense Møllers DR drama i halvfjerdserne. I tæt samarbejde med Steen Kålø og Klaus Hoffmeyer dannede han modpol til de ældre etablerede tv-dramatikere Leif Panduro og Klaus Rifbjerg. Med TV drama Vildskud, Ellens Sang, Thelma og Irene og Kram, arbejdede han for at introducerer psykisk ærlighed i sine figurer. Samarbejde med Hoffmeyer fortsatte på Århus Teater med Amerigo 1990 og med Hjerte Stop på det kgl. Teater 1995.
Fra 1985 til 1997 var Carl van Webber lærer og leder på scenografi linjen på Danmarks Designskole. Fra 1998 til 2013 var han leder af method acting på skuespillerskolen Holbergs Film + Teaterskole. Sideløbende skrev og instruerede Webber film og tv-serier: Rehab House, Sleep In, Dødens Karrusel, Animal Ekstrakt, Gør-det-selv-parterapi, Shit Balls og 2016 Baby Jesus. I 2015 var Webber initiativtager til tv-programmet BL TV Drama, en showcase for film eksperimenter, som han stadig står i spidsen for.
Carl van Webber modtog i 1980 Statens Kunstfonds engangsydelse, flere dramatikerpriser og projektstøtte fra Det Dansk Filminstitut og Kulturministeriet.